# Napaeus pygmaeus
Napaeus pygmaeus је пуж из реда Stylommatophora и фамилије Enidae.

## Угроженост
Ова врста није угрожена, и наведена је као последња брига јер има широко распрострањење.

## Распрострањење
Шпанија је једино познато природно станиште врсте.

## Станиште
Врста Napaeus pygmaeus има станиште на копну.